# Vlajkovac
Vlajkovac (izvirno srbsko Влајковац) je naselje v Srbiji, ki upravno spada pod Občino Vršac; slednja pa je del Južnobanatskega upravnega okraja.

## Demografija
V naselju živi 929 polnoletnih prebivalcev, pri čemer je njihova povprečna starost 40,5 let (39,7 pri moških in 41,2 pri ženskah). Naselje ima 345 gospodinjstev, pri čemer je povprečno število članov na gospodinjstvo 3,41.
Prebivalstvo je večinoma nehomogeno, a v času zadnjih treh popisov je opazno zmanjšanje števila prebivalcev.
|  |

| Demografija | Demografija     | Demografija     |
| Leto        | Št. prebivalcev | Št. prebivalcev |
| ----------- | --------------- | --------------- |
|             |                 |                 |
|             |                 |                 |
|             |                 |                 |
|             |                 |                 |
| 1948        | 1656            |                 |
| 1953        | 1830            |                 |
| 1961        | 1855            |                 |
| 1971        | 1530            |                 |
| 1981        | 1356            |                 |
| 1991        | 1328            | 1191            |
| 2002        | 1321            | 1178            |
|             |                 |                 |

| Etnična sestava po popisu iz leta 2002 | Etnična sestava po popisu iz leta 2002 | Etnična sestava po popisu iz leta 2002 | Etnična sestava po popisu iz leta 2002 | Etnična sestava po popisu iz leta 2002 |
| -------------------------------------- | -------------------------------------- | -------------------------------------- | -------------------------------------- | -------------------------------------- |
| Srbi                                   | Srbi                                   |                                        | 656                                    | 55,68%                                 |
| Romuni                                 | Romuni                                 |                                        | 288                                    | 24,44%                                 |
| Madžari                                | Madžari                                |                                        | 182                                    | 15,44%                                 |
| Jugoslovani                            | Jugoslovani                            |                                        | 16                                     | 1,35%                                  |
| Črnogorci                              | Črnogorci                              |                                        | 5                                      | 0,42%                                  |
| Bolgari                                | Bolgari                                |                                        | 3                                      | 0,25%                                  |
| Makedonci                              | Makedonci                              |                                        | 2                                      | 0,16%                                  |
| Slovaki                                | Slovaki                                |                                        | 1                                      | 0,08%                                  |
| Nemci                                  | Nemci                                  |                                        | 1                                      | 0,08%                                  |
| Muslimani                              | Muslimani                              |                                        | 1                                      | 0,08%                                  |
| Neznano                                | Neznano                                |                                        | 2                                      | 0,16%                                  |